# Hark Olufs
Har(c)k Olufs (* 17. oder 19. Juli 1708 in Süddorf auf Amrum; † 13. Oktober 1754 ebenda) war ein nordfriesischer Seefahrer.

## Leben

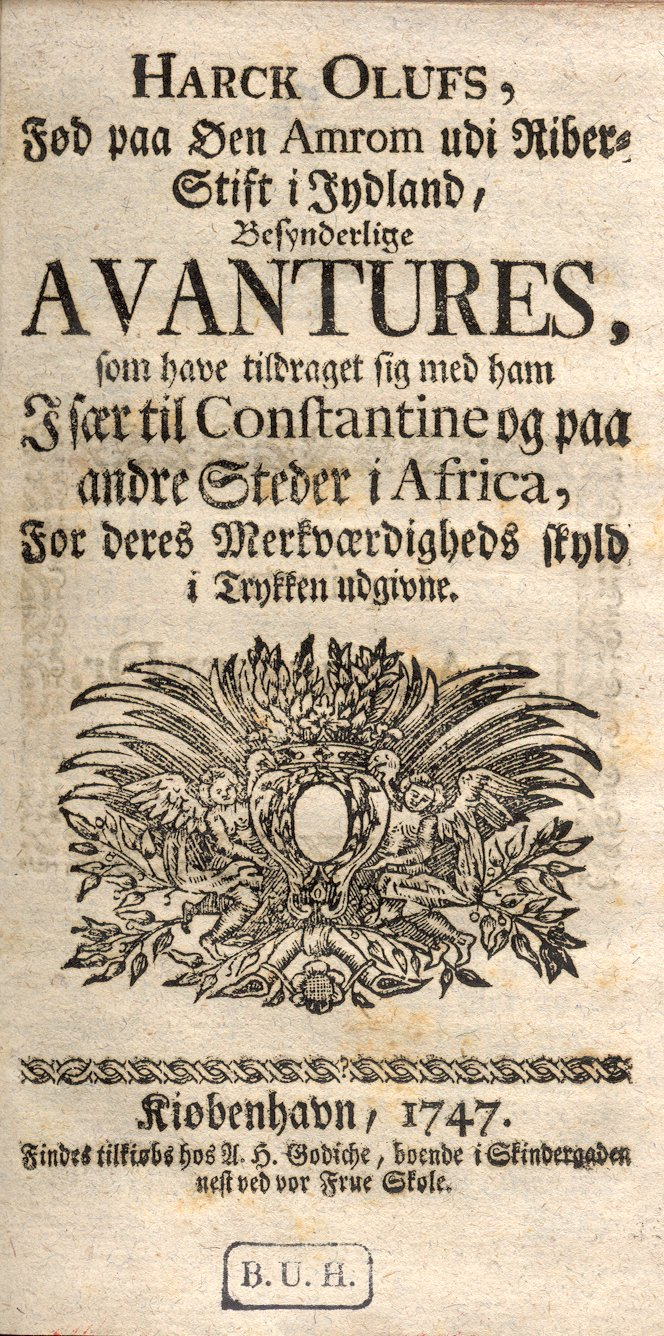
Titelseite der Erstausgabe von Hark Olufs’ Autobiografie, 1747

Hark Olufs wurde am 17. oder 19. Juli 1708 in Süddorf auf Amrum geboren, das damals zu Dänemark gehörte. Sein Vater war der Kapitän Oluf Jensen; seine Mutter, Marret Olufs, geb. Harcken, starb nach seiner Geburt. 1721 wurde Hark Olufs Matrose auf der Hoffnung, einem der Schiffe seines Vaters.
1724 wurde sein Schiff auf dem Weg von Nantes nach Hamburg von algerischen Kaperern aufgebracht. Er, sein Cousin Hark Nickelsen und ein weiterer Cousin wurden mit der Besatzung nach Algier verschleppt. Die Familie konnte die hohe Summe, die für den Freikauf Hark Olufs’ von den Sklavenhändlern gefordert wurde, nicht aufbringen. Da das Schiff unter Hamburger Flagge fuhr, wurde auch ein Kredit aus dem Sklavenetat des dänischen Königreiches nach Anfrage der Familie in Kopenhagen abgelehnt. Als sein Vater endlich das Geld zusammen hatte, wurde damit ein anderer Mann desselben Namens freigekauft.
Olufs wurde daraufhin auf dem Sklavenmarkt in Algier als Sklave verkauft. 1724 bis 1727/28 war er Lakai des Beys von Constantine. Im Auftrag seines Herrn tötete er zahlreiche Menschen und überlebte so selbst. Hark Olufs stieg zum Gasnadal (Schatzmeister) auf. Zwischen 1728 und 1732 wurde er zum Kommandeur der Leibgarde ernannt. 1732 wurde er Agha ed-Deira (Oberbefehlshaber) der Kavallerie. Mit seinem Bey nahm er an einer Pilgerfahrt nach Mekka teil, was dafür spricht, dass er zum Islam übertrat.
1735 nahm er an der Eroberung von Tunis durch die algerische Armee teil. Zum Dank wurde er am 31. Oktober 1735 freigelassen und kehrte 1736 als wohlhabender Mann nach Amrum zurück, wo er heiratete und eine Familie gründete. Die Reintegration in der Heimat  fiel ihm schwer. Er fuhr nie wieder zur See, hatte aber verschiedene Ämter auf Amrum inne. Vermutlich 1742 wurde er vom dänischen König Christian VI. empfangen, dem er seine Geschichte erzählte. 1747 publizierte er in dänischer Sprache eine Autobiografie, die 1751 ins Deutsche übersetzt wurde. Hark Olufs starb am 13. Oktober 1754 in Süddorf auf Amrum. Sein Grabstein enthält eine Kurzbiographie und steht noch heute auf dem Friedhof an der St.-Clemens-Kirche in Nebel auf Amrum.

## Grabstein

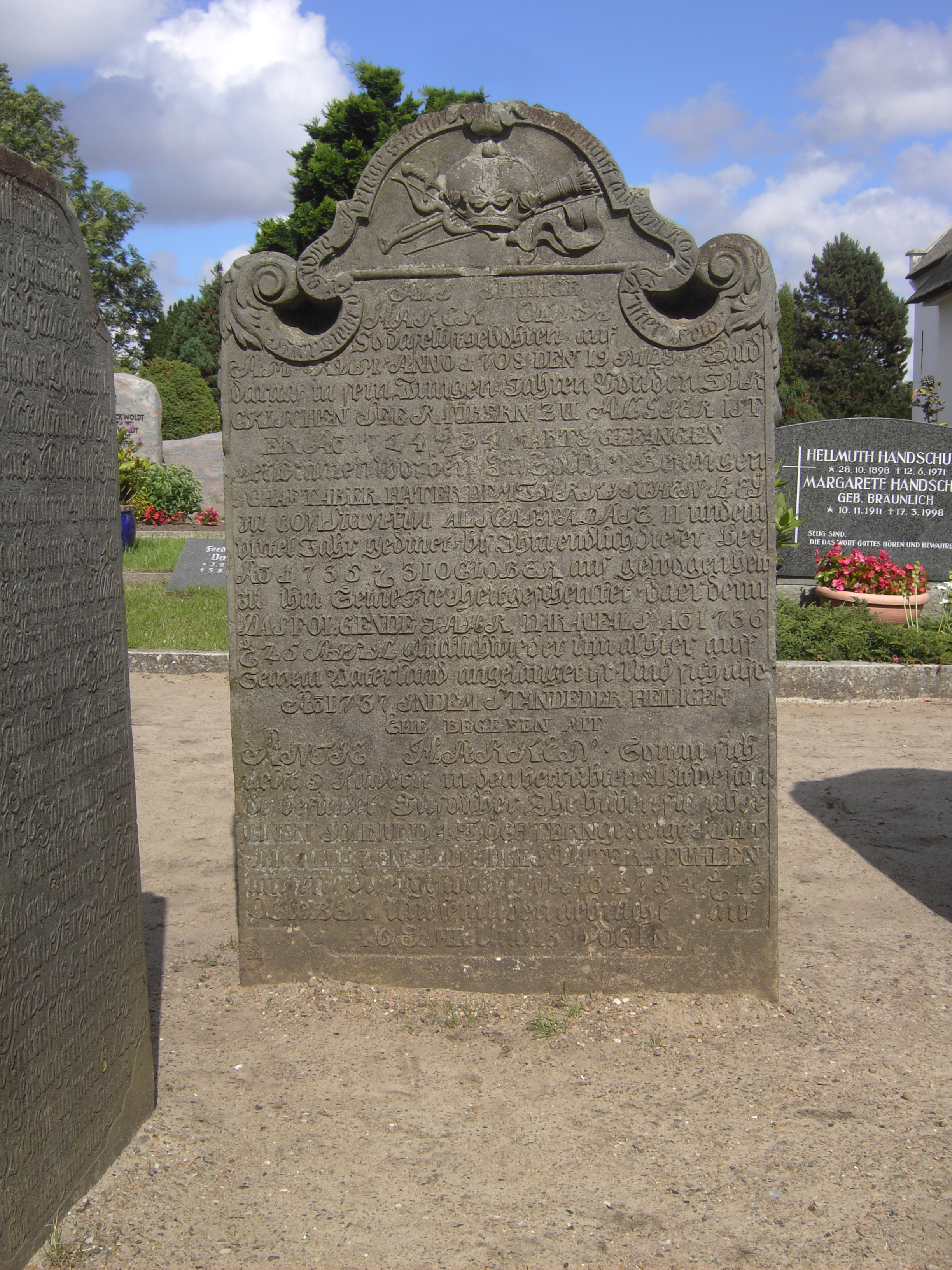
Hark Olufs’ Grabstein auf dem Friedhof in Nebel – Vorderseite vor Restaurierung

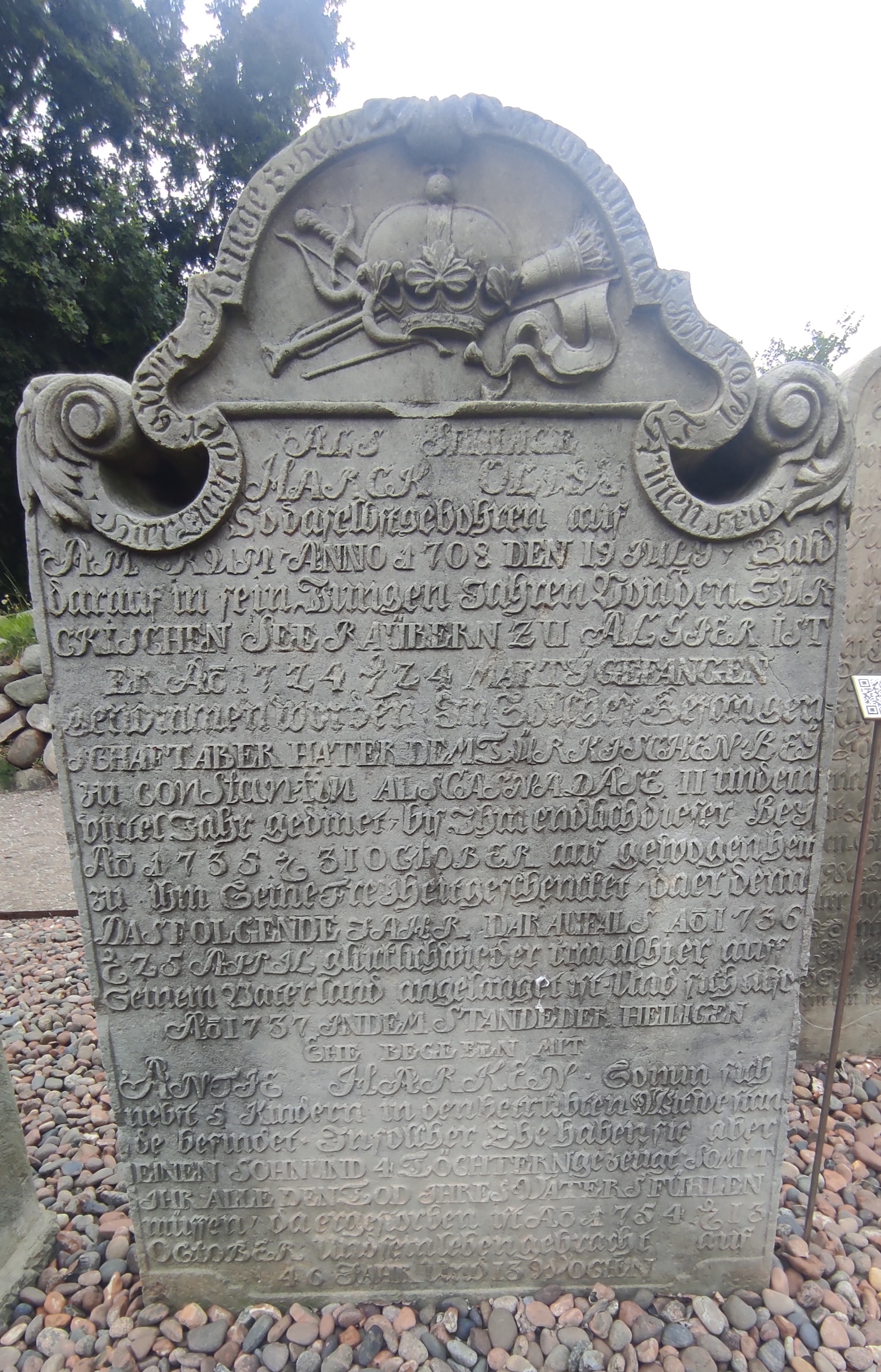
Hark Olufs Grabstein – Vorderseite nach Restaurierung

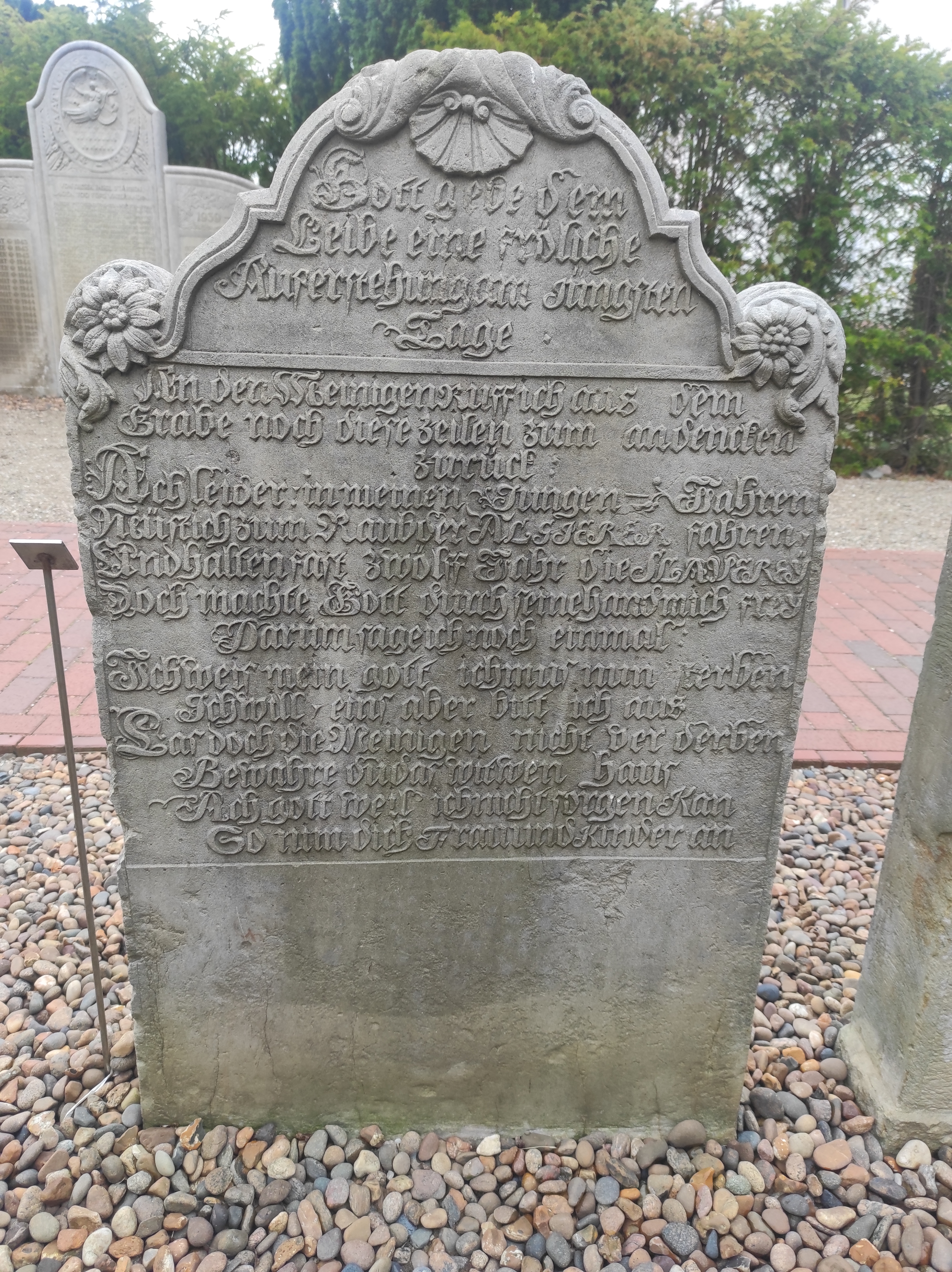
Hark Olufs Grabstein – Rückseite nach Restaurierung

Der Grabstein von Hark Olufs gehört als sogenannter sprechender Stein zu den bedeutendsten Kulturdenkmälern auf Amrum. Er enthält eine lange biographische Inschrift.
Auf der Vorderseite ist oben eine Krone in den Stein gemeißelt, hinter ihr kreuzen sich von rechts ein Köcher mit Pfeilen und darunter eine Fahne, von links ein Schwert, darunter Bogen und Trompete. Um den oberen Rand steht auf einem Spruchband: „Hier liegt der grosse Kriegesheld, ruht sanft auf Amrom Christenfeld.“ Darunter steht sein ganzer Lebenslauf: „Als seeliger Harck Olufs, so daselbst gebohren auf Amrum Anno 1708 den 19. Julii. Bald darauf in sein jungen Jahren von den türckischen Seeräubern zu Algier ist er A[nn]o 1724 d[en] 24. Martii gefangen genommen worden. In solcher Gefangenschaft aber hat er dem türkischen Bey zu Constantin als Casnadaje 11 und ein virtel Jahr gedinet, bis ihm endlich dieser Bey A[nn]o 1735 d[en] 31. October aus Gewogenheit zu ihm seine Freyheit geschencket, da er denn das folgende Jahr darauf als A[nn]o 1736 d[en] 25. April glücklich wiederum alhier auff seinem Vaterland angelanget ist, und sich also A[nn]o 1737 in dem Stande der heiligen Ehe begeben mit Antje Harken, so nun sich nebst 5 Kindern in den betrübten Wittwestande befindet. In solcher Ehe haben sie aber einen Sohn und 4 Töchtern gezeugt. So mit ihr alle den Tod ihres Vaters fühlen müssen, da er gestorben ist A[nn]o 1754 d[en] 13. October, und sein Leben gebracht auf 46 Jahr und 13 Wochen.“
Der Text auf der Rückseite lautet:
„Gott gebe dem Leibe eine fröliche Auferstehung am jüngsten Tage.

An den Meinigen ruff ich aus dem Grabe noch diese Zeilen zum Andencken zurück:

Ach leider: In meinen Jungen-Jahren

Müst ich zum Raub der Algierer fahren

Und halten fast zwölff Jahr die Slaverey.

Doch machte Gott durch seine Hand mich frey.

Darüm sage ich noch einmal:

Ich weis, mein Gott, ich muß nun sterben.

Ich will, eins aber bitt ich aus.

Las doch die Meinigen nicht verderben.

Bewahre du das Witwenhaus.

Ach Gott, weil ich nicht sorgen kan,

so nim dich Frau und Kinder an.”

## Rezeption
Nach Hark Olufs’ Tod knüpfte sich eine Wiedergängersage an ihn, und es wurde erzählt, dass er zwischen dem Friedhof und seinem Haus umging.
Udo Weinbörner und Anne Kordasch verfassten historische Romane auf der Grundlage der Abenteuer Olufs’:
- Udo Weinbörner: Der General des Bey. Das abenteuerliche Leben des Amrumer Schiffsjungen Hark Olufs. Roman. Horlemann, Bad Honnef 2010, ISBN 978-3-89502-299-9.
- Anne Kordasch: Heimkehr in die Fremde. Das Leben des Hark Olufs. Historischer Jugendroman. BoD, Norderstedt 2010, ISBN 978-3-8391-8697-8.